# Ammothella ovalis
Ammothella ovalis is een zeespin uit de familie Ammotheidae. De soort behoort tot het geslacht Ammothella. Ammothella ovalis werd in 1994 voor het eerst wetenschappelijk beschreven door Stock. 